# Кровьяна
Кровьяна (итал. Croviana) — коммуна в Италии, располагается в провинции Тренто области Трентино-Альто-Адидже.
Население составляет 661 человек (2008 г.), плотность населения составляет 132 чел./км². Занимает площадь 5 км². Почтовый индекс — 38027. Телефонный код — 0463.
Покровителем коммуны почитается святой Георгий Победоносец, празднование 23 апреля.

## Демография
Динамика населения:

## Администрация коммуны
- Официальный сайт: https://web.archive.org/web/20060820054020/http://www.comunecroviana.it/